# Primus von Alexandria
Primus († um 118) war etwa in den Jahren 106–118 (andere Quellen: 109–121) fünfter Bischof von Alexandria. Über ihn ist praktisch nichts weiter bekannt. In seine Amtszeit fällt die jüdische Rebellion in Alexandria gegen die Herrschaft des römischen Kaisers Trajan, die dieser im Jahre 116 von seinem Statthalter Marcus Rutilius Lupus blutig niederschlagen ließ.